# Tessères de Kruchina
Kruchina Tesserae
Les tessères de Kruchina (désignation internationale : Kruchina Tesserae) sont un ensemble de terrains polygonaux situé sur Vénus dans le quadrangle de Bereghinya Planitia. Il a été nommé en référence à Kruchina, déesse slavo-orientale de la tristesse.